# Rasbokils församling
Rasbokils församling var en församling i Uppsala kontrakt i Uppsala stift i Svenska kyrkan. Församlingen låg i Uppsala kommun i Uppsala län och ingick i Rasbo pastorat. 2019 uppgick församlingen i Rasbo-Rasbokils församling.

## Administrativ historik
Församlingen har medeltida ursprung och utgjorde under medeltiden ett eget pastorat för att därefter senast från 1500-talet vara annexförsamling i pastoratet Rasbo och Rasbokil som 1972 utökades med Tuna och Stavby församlingar. År 2019 uppgick församlingen i Rasbo-Rasbokils församling.

## Kyrkor
- Rasbokils kyrka